# Villarpedre
Villarpedre es una parroquia del concejo de Grandas de Salime, en el Principado de Asturias. Tiene una población de 3 habitantes (INE 2022) repartidos en 11 viviendas y 12,91 km². Su templo parroquial está dedicado a Santa María.

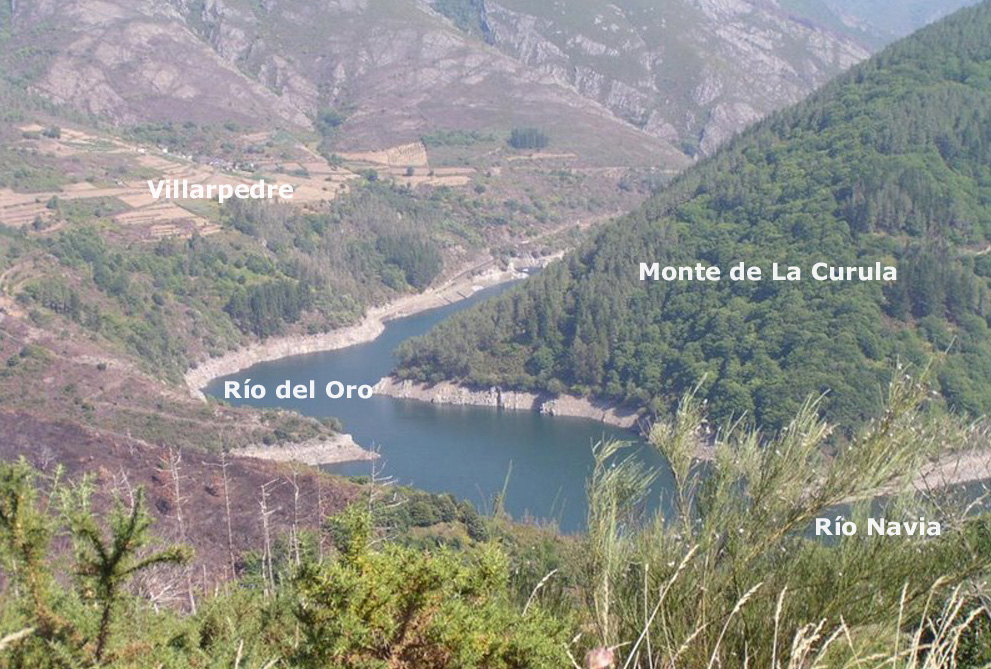
Confluencia de los ríos Navia y del Oro en el embalse de Salime, con el pueblo de Villarpedre al fondo.

Villarpedre está situado en la ladera septentrional del valle del río del Oro.
Desde el comienzo del siglo XX Villarpedre estaba situado a 10 km por carretera de la capital del concejo, hasta que la construcción del Salto de Salime hizo que a partir del año 1953 su embalse cortara dicha carretera. Por ello ahora la distancia a Grandas de Salime es de 32 km., teniendo que dar un largo rodeo por Berducedo, si bien un servicio de cruce del embalse en lancha es mantenido por la empresa que explota la central hidroeléctrica del embalse.

## Barrios
- Villarpedre (Vilarpedre en asturiano)